# 佩萨
佩萨是过去阿尔巴尼亚中部地拉那州的一个市。根据2015年的地方政府改革，佩萨成为地拉那市的一个辖区。根据2011年的人口普查，佩萨的人口为6272。
第二次世界大战期间，佩萨是阿尔巴尼亚民族解放运动的总部所在地。迈斯林·佩萨是二战期间杰出的抵抗战士，他曾领导反法西斯组织“佩萨游击队”，该游击队的成员后来参与建立阿尔巴尼亚共产党。迈斯林·佩萨出生并成长于佩泽，1942年9月16日，在他于佩萨的家中举行会议，宣告“民族解放运动”的成立，史称“佩萨会议”。